# Крутиха (Свердловская область)
Крутиха — посёлок в Режевском городском округе Свердловской области, Россия.

## География
Посёлок Крутиха муниципального образования «Режевского городского округа» расположен в 25 километрах (по автотрассе в 28 километрах) к юго-западу от города Реж. В посёлке имеется одноимённый остановочный пункт Крутиха Свердловской железной дороги (направление Екатеринбург-Устье Аха). В окрестностях посёлка, в 0,5 километрах к востоку, проходит Режевской тракт. В окрестностях посёлка, в 8 километрах к западу-северо-западу, на правом берегу реки Адуй (правого притока реки Реж) расположен природно-минералогический заказник - копь Топазница, а в 10 километрах от посёлка в том же направлении расположен геоморфологический и исторический природный памятник — Семениха.

## Население
| 2002 | 2010 | 2021 |
| ---- | ---- | ---- |
| 63   | ↗74  | ↘38  |